# Ahmed Aït Ouarab
Ahmed Aït Ouarab né le 7 août 1979 à Bourgoin-Jallieu, est un footballeur franco-algérien. Il évoluait au poste de milieu de terrain. Il s'est reconverti entraîneur : après avoir coaché les U19 à Bergerac il est de 2015 à 2018, entraîneur-adjoint de l'équipe première de la AS Lyon-Duchère,,,.

## Biographie
Aït Ouarab est originaire de Toudja, commune de Béjaia dans la Petite Kabylie.